# Jenseits von Mitternacht
Jenseits von Mitternacht (Originaltitel: The Other Side of Midnight) ist ein US-amerikanisches Filmdrama aus dem Jahr 1977 unter der Regie von Charles Jarrott. Herman Raucher und Daniel Taradash schrieben das Drehbuch nach dem gleichnamigen Roman von Sidney Sheldon aus dem Jahr 1973.

## Handlung
Kurz vor Ausbruch des Zweiten Weltkriegs verliebt sich die junge Noelle Page in Larry Douglas, einen amerikanischen Piloten der in Frankreich stationierten Royal Canadian Air Force. Das Paar erlebt eine heiße Liebesaffäre, die abrupt endet, als Larry den Befehl erhält, in die Vereinigten Staaten zurückzukehren. Larry verspricht, für Noelle zurückzukommen und sie zu heiraten. Später erfährt sie, dass sie von ihm schwanger ist. Doch er kehrt nie zurück.
Nach einer schmerzhaften Abtreibung schwört Noelle Rache und beginnt, Männer wegen ihres Geldes und ihrer Macht auszunutzen. Sie verführt sich selbst, um eine berühmte europäische Schauspielerin zu werden, und arrangiert sich als Geliebte eines der reichsten Männer der Welt, des griechischen Tycoons Constantin Demeris, den sie jedoch nicht liebt.
In dieser Zeit lernt Larry Catherine Alexander kennen und heiratet sie, eine süße und vertrauenswürdige junge Frau aus Chicago. Larry traf sie in Hollywood, wo sie einen Film produzierte, der für den Militärdienst warb. Larry ist nun Kampfpilot der United States Army Air Forces. Er verführt die jungfräuliche Catherine mit denselben Sprüchen, die er bei Noelle benutzt hatte.
Nach dem Krieg arbeitet Larry für verschiedene zivile Fluggesellschaften. Noelle heuert einen Detektiv an, um ihn zu beschatten, und sabotiert jeden Job, den Larry bekommt. Larry kann das Angebot, als Privatpilot nach Griechenland zu gehen, nicht ablehnen, ohne zu wissen, dass es Noelle ist, die ihn anheuert.
Larry erkennt sie zuerst nicht. Noelle behandelt ihn unhöflich, bis Larry nicht mehr weiß, wie viel er noch ertragen kann. Als er sicher ist, dass sie es ist, stürmt er in Noelles Hotelsuite, wo sie ihre Romanze wieder aufleben lassen. Larry beteuert, dass er sein langjähriges Versprechen halten und bei ihr bleiben wird, aber als seine Frau die Scheidung ablehnt, beginnen Larry und Noelle, Catherines Ermordung zu planen.
Sie führen ihren Plan aus, aber alles geht schief. Larry und Noelle werden schließlich von einem griechischen Gericht, das unter dem Einfluss von Constantin Demeris steht, des Mordes für schuldig befunden. Sie werden von einem Erschießungskommando hingerichtet. Katharina überlebt wie durch ein Wunder. Sie leidet unter einem Schock und lebt in einem Konvent, das unter der Schirmherrschaft von Demeris steht.

## Veröffentlichung
Laut dem Dokumentarfilm Empire of Dreams aus dem Jahr 2004 wurde erwartet, dass sich die Popularität des Buches in einem Erfolg an den Kinokassen niederschlagen würde, und 20th Century-Fox warb intensiv für den Film. Zur gleichen Zeit warb das Studio für Krieg der Sterne, der wegen seiner wachsenden Kosten umstritten war.
Da das Studio befürchtete, dass Krieg der Sterne ein Flop werden könnte, beschloss es, Kopien von Jenseits von Mitternacht – einem 2 Stunden und 45 Minuten langen Film voller Sex und Nacktheit – nur an Kinos zu vergeben, die sich bereit erklärten, auch Krieg der Sterne zu zeigen.
Letztendlich war Jenseits von Mitternacht eine Enttäuschung an den Kinokassen. Am Wochenende vom 17. bis 19. Juni spielte der Film landesweit in 431 Kinos 2.031.293 Dollar ein, ein bescheidener Erfolg, der aber nicht an Krieg der Sterne heranreichte: Trotz eines höheren Budgets spielte dieser in Amerika und Kanada in seiner ersten Spielzeit 221 Millionen Dollar ein und begründete ein Multimedia-Franchise, das bis heute anhält; The Other Side of Midnight spielte 24 Millionen Dollar ein.

## Remake und Fortsetzung
Der Film wurde in Indien als Hindi-Film Oh Bewafa (1980) und in der Türkei als Alev Alev (1984) neu verfilmt. Sheldon schrieb 1990 eine Fortsetzung, Memories of Midnight, die 1991 zu einer Fernsehserie mit Jane Seymour als Catherine Alexander adaptiert wurde.

## Nominierung
Die Kostümbildnerin Irene Sharaff war für ihre Arbeit an Film bei der Oscarverleihung 1978 für die Auszeichnung in der Kategorie Bestes Kostümdesign nominiert.